# Qupanuk Olsen
Qupanuk Olsen (født Egede, 6. maj 1985 i Qaqortoq) er en grønlandsk influencer og politiker. Hun har været medlem af Grønlands parlament, Inatsisartut, for Naleraq siden 2025.

## Familie
Qupanuk Olsen er datter af politikeren Skabelon:Illsuo (1951-2013), barnebarn af landsrådsmedlem Erik Egede (de) (1923-1967), oldebarn af missionær Julius Olsen (de) (1887-1972) og kusine til formand for Grønlands regering Múte B. Egede (født 1987).
Qupanuk Olsen er gift og har fire børn.

## Opvækst, uddannelse og erhverv
Hun voksede op i Qaqortoq med sin far og stedmor Karen, efter at hendes mor fik konstateret kræft, da hun var tre år gammel. Egentlig ville hun være elektriker, men blev af sine forældre tvunget til at tage en gymnasial uddannelse, som hun afsluttede i 2004. Derefter begyndte hun at læse arkitektur og design på Aalborg Universitet, som hun dog droppede ud af efter tre semestre. I stedet meldte hun sig til Søværnet. Efter halvandet år begyndte hun at læse til bygningsingeniør på Aarhus Universitet og læste derefter mineingeniør på Western Australian School of Mines (en).
Hun blev i 2014 ansat som mineingeniør i Orbicon Grønland. I 2023 drev hun et konsulentfirma foruden at være deltidsansat i mineselskabet Iron Bark A/S.

## Influencer
Qupanuk Olsen er Grønlands mest succesfulde influencer og driver YouTube-kanalen Q's Greenland. Her formidler hun grønlandsk kultur internationalt og har næsten 500.000 følgere i marts 2025.

## Politisk karriere
Hun stillede op som kandidat for Naleraq ved parlamentsvalget i Grønland i 2025 og blev valgt ind i Inatsisartut med 202 stemmer.